# Blood & Honour (album)
Blood & Honour è il terzo album del gruppo white power rock inglese Skrewdriver, pubblicato nel novembre 1985.

## Tracce
Testi e musiche di Stuart.
Lato A
1. Blood and Honour - 4:17
2. Mr Nine to Five - 2:02
3. Don't Be Too Late - 2:39
4. When the Storm Breaks - 1:52
5. Prisoner of Peace - 2:26
6. Poland - 3:29
7. Tomorrow Is Always Too Late - 4:11

Lato B
1. The Way Is Got to Be - 2:36
2. The Jewel in the Sea - 3:43
3. One Fine Day - 2:31
4. Searching - 2:19
5. Needle Man - 3:20
6. Open Up Your Eyes - 4:20
7. I Know What I Want - 3:43

Tracce bonus ristampa musicassetta e CD (1990)
1. Streetfight (1986) - 1:36
2. Friday Night - 2:05

## Formazione
- Ian Stuart - voce
- Adam Douglas - chitarra
- Paul Swain - chitarra
- Mark Sutherland - batteria

### Altri musicisti
- Steve A - basso

### Produzione
- Mark Sutherland - produzione e ingegneria del suono

## Cronologia pubblicazioni
| Stato          | Data | Etichetta   | Formato   | Catalogo |
| -------------- | ---- | ----------- | --------- | -------- |
| Germania Ovest | 1985 | Rock-O-Rama | LP Stereo | RRR 53   |
| Germania Ovest | 1990 | Rock-O-Rama | MC        | RMC 102  |
| Germania Ovest | 1990 | Rock-O-Rama | CD        | RCD 105  |